# Val Trompia
La val Trompia o Valtrompia (in dialetto bresciano: Vall Trómpia, pronunciato [ˈ(v)al ˈtrompjɔ]), conosciuta anche come La via del Ferro, è una delle tre valli principali della provincia di Brescia. Divisa in 18 comuni, al 30 novembre 2024 conta 109 286 abitanti. Pare derivi il suo nome dai Triumplini, antica popolazione retica.
Interamente percorsa dal fiume Mella per una lunghezza di circa 50 km, ha un andamento essenzialmente da nord a sud, dal massiccio cristallino delle Tre Valli allo sbocco nella pianura padana a Brescia e non presenta segni di attività geomorfologica glaciale.

## Geografia fisica

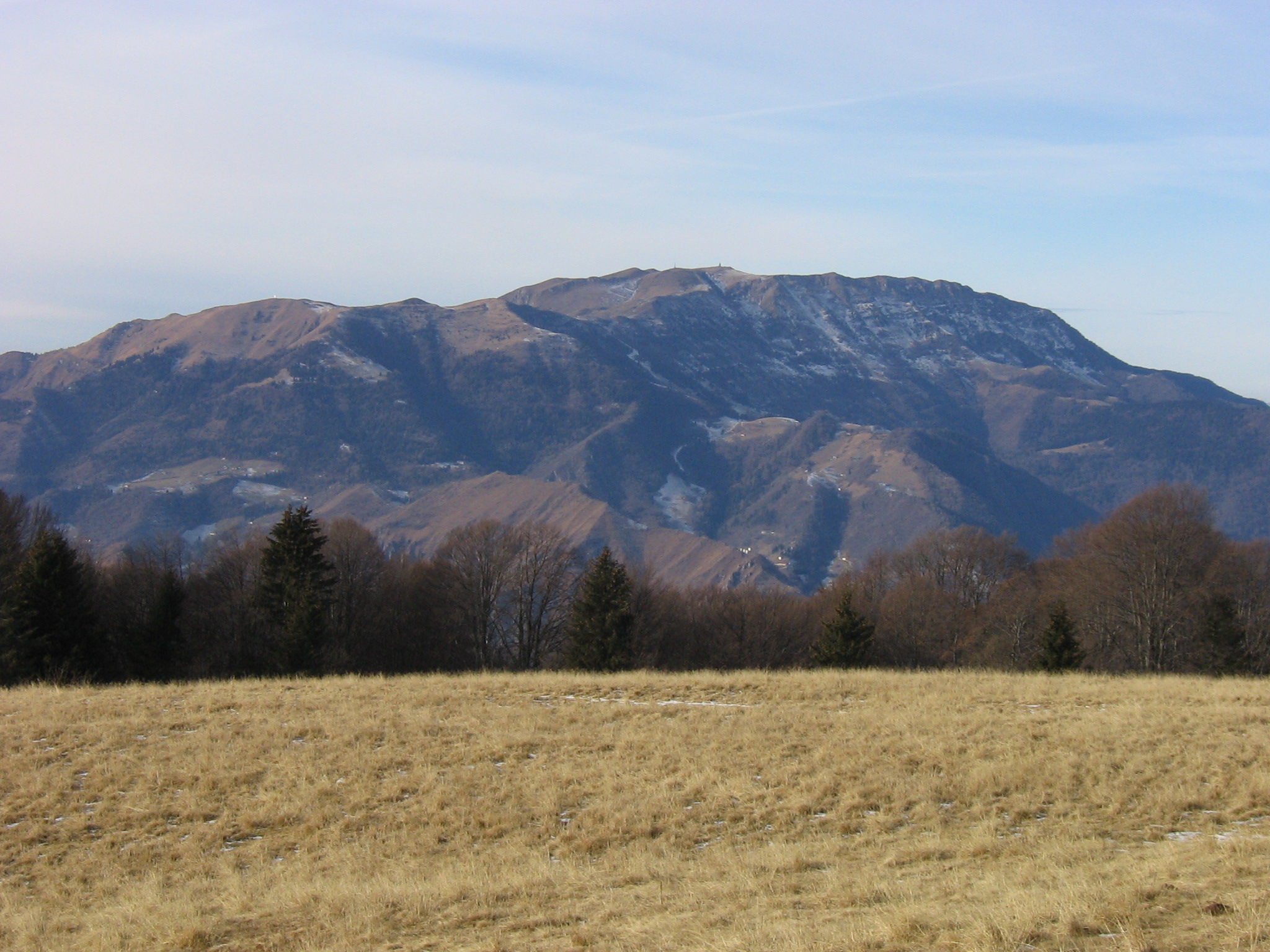
Il Monte Guglielmo

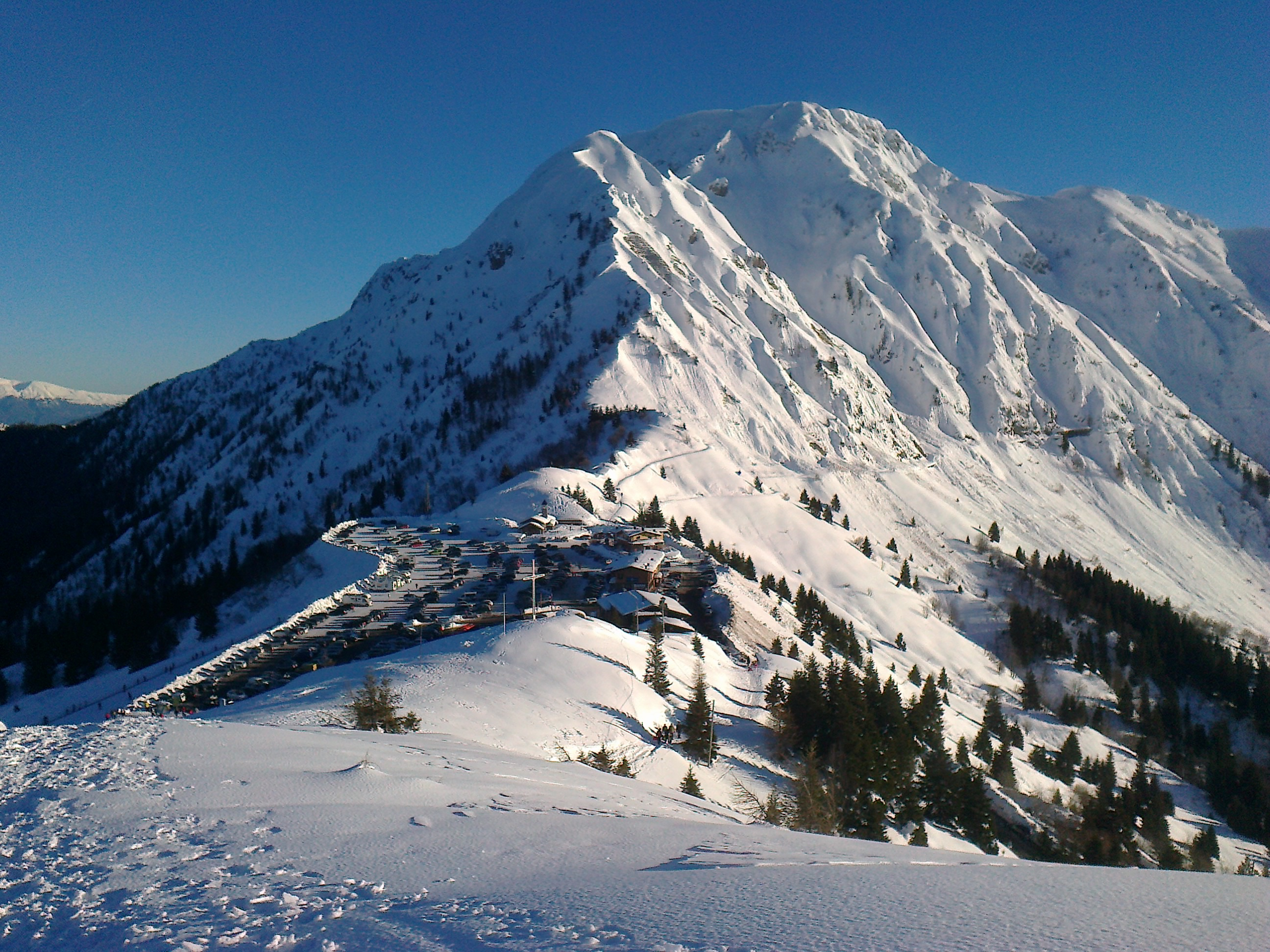
Dosso Alto-Passo Maniva

La valle si trova all'interno delle Prealpi Bresciane. I monti principali che la contornano sono:
- monte Colombine - 2216 m
- monte Crestoso - 2215 m
- Dosso Alto - 2065 m
- monte Muffetto - 2060 m
- Corna Blacca - 2004 m

Molto famoso, localmente, è il monte Guglielmo (1957 m) che è possibile osservare molto bene anche dalla Franciacorta, da Brescia nonché da buona parte della pianura bresciana sino alla provincia di Cremona.

## Preistoria

### I primi insediamenti
I primi insediamenti si ebbero, secondo alcuni documenti nel Mesolitico (8000 - 5000 a.C.) e nel Neolitico (5000 - 2000 a.C.) (escludendo San Vigilio all'inizio della val Trompia), con insediamenti risalenti al Paleolitico (pre 8000 a.C.).
Nel 1976, a Collio, fu ritrovato un piccolo frammento di pietra risalente probabilmente al Mesolitico Antico (6500 a.C.).

## Storia
La Valtrompia appare maggiormente abitata nell'età del Bronzo con insediamenti su alture e dossi, in posizione quindi ben difesa e che consentiva di controllare ampi tratti della valle e degli sbocchi delle vallette laterali. Nell'età del Ferro, la scoperta di risorse minerarie portò ad un incremento degli insediamenti che sembravano privilegiare la media valle anche se non mancano documentazioni per l'alta valle. A gruppi sporadici autoctoni dovettero ben presto unirsi altre genti: i Liguri di stirpe pre-indoeuropea, i Reto-Euganei, i Celti; più avvolta nel mistero sembra invece la presenza degli Etruschi. Dall'unione di tutte queste tribù si venne a costituire un popolo, i cosiddetti Triumplini.

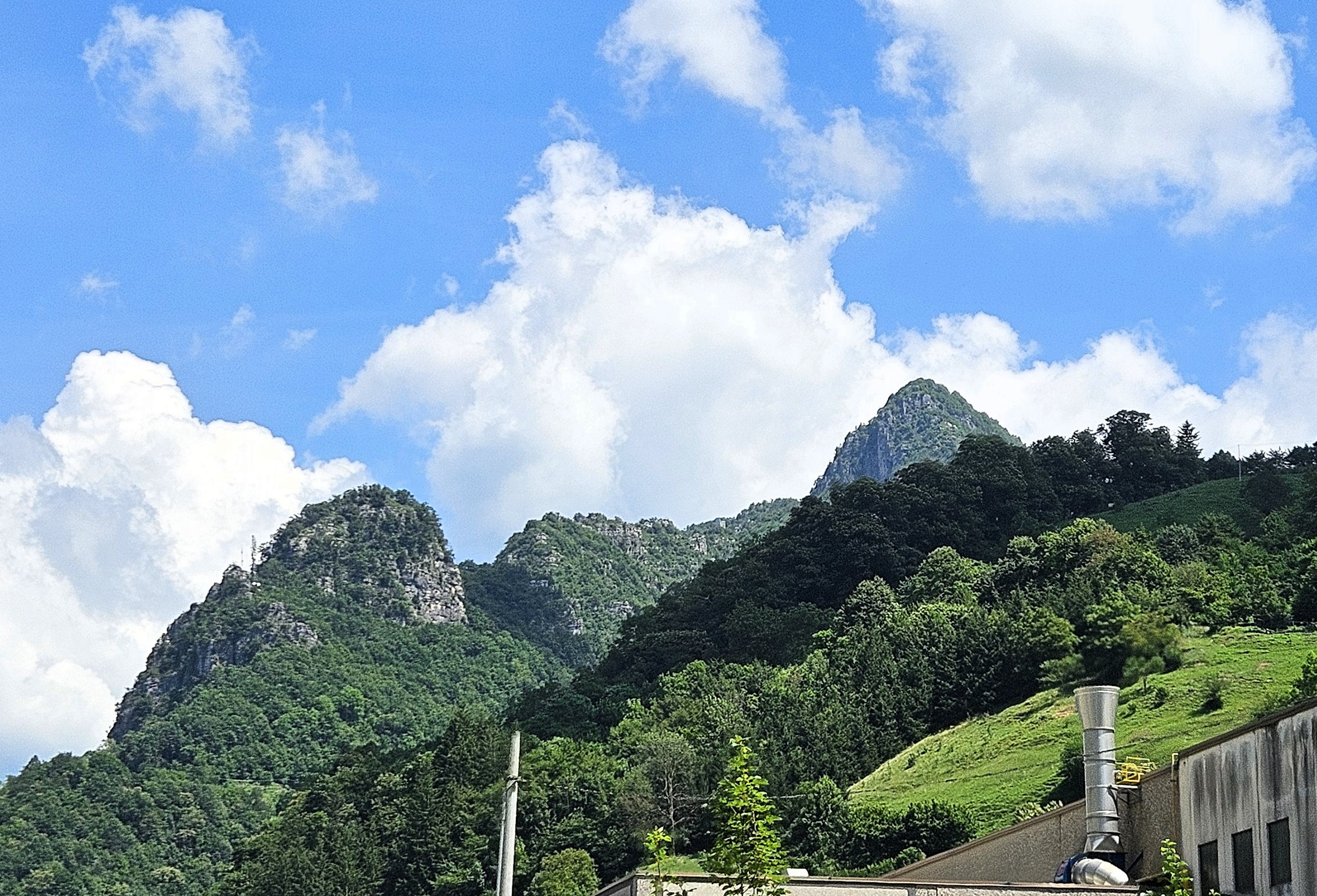
Il Monte Castello della Pena visto dalle vicinanze di Tavernole

### L'età romana
Le tribù stanziate nel territorio erano esenti dal controllo di Roma e nel 15 a.C nell'ambito della cosi detta guerra retica, il generale romano Druso pose fine all'autonomia dei Triumplini con la guerra retica: i Triumplini sono difatti il primo popolo citato "gentes alpinae devictae" del Trophaeum Alpium di La Turbie. Ridotti in condizione di schiavitù, vengono inseriti nella X Regio chiamata poi scolasticamente "Venetia et Histria" ed assegnati alla gens Fabia di Brixia. Nella valle, a sfruttare le miniere del ferro, tradizione vuole che fossero mandati da Roma i detenuti e schiavi, i cosiddetti "damnata ad metalla".. Vennero in questo periodo realizzate due strade, quella di destra e di sinistra rispetto al Mella. Quella di sinistra costeggiava sostanzialmente l'acquedotto dell'Aqua Salsa, acquedotto costruito per mostrare la potenza romana dopo la conquista della valle e che funzionerà sostanzialmente fino alla fine dell'impero, che da Lumezzane Gazzolo, giungeva fino a porta sant'Eusebio in città con l'innesto della fonte di Cogozzo di cui è stato scoperto un pezzo del tracciato, mentre quella di destra usciva dalla città da nord, attraversava il Mella al ponte Crotte e passando per Collebeato e quello che poi divenne il monastero di Santo Stefano (che era una stazione di posta romana), scendeva e seguendo la mezza collina arrivava fino a Noboli dove attraversava il Mella per proseguire, ripassando il fiume a Ponte Zanano, fino a Lavone ove vi era una biforcazione per la val Camonica attraverso il colle di san Zeno o per l'alta valle.
La presenza nell'Alta Valle di vene minerali promosse fin dall'antichità un'attività estrattiva. Ciò favorì il precoce sviluppo di una tradizione di lavorazione del ferro, attestata in epoca romana, anche per la produzione di armi. Per tale ragione sotto il dominio veneziano la valle godeva di una speciale autonomia e di alcune esenzioni fiscali. Ciò non valeva per Lumezzane (nella tributaria Val Gobbia) che era infeudata agli Avogadro. Al XVI secolo risale la fondazione della Beretta, tuttora specializzata nella produzione di armi.
L'umanista bresciano Ottavio Rossi ricorda come "I Valtrompieschi, anticamente chiamati Triumplini, discendono da i tanto celebrati popoli Euganei e da buona parte de' i nostri più antichi Cittadini ricoverati in questa valle, né calamitosi tempi di Radagasso e d'Attila".. In realtà già Tito Livio nel "Ab Urbe condita" aveva individuato i triumplini come discendenti si dei liguri euganei (il più famoso dei quali è il re Cidno, mitico fondatore di Brescia da cui prende nome il colle Cidneo) ma spinti in valle non da Attila ma in epoca molto precedente dall'arrivo dei Galli Cenomani che non si avventurarono sostanzialmente nelle valli e rimasero in pianura.

### Il Medioevo
Le uniche attestazioni, ad oggi verificate, della presenza dei Longobardi in Valtrompia sono relative alle necropoli di Villa Carcina, Cogozzo e Sarezzo. Si tratta di aree cimiteriali riconducibili agli insediamenti che dovettero collocarsi a ridosso della grande villa romana posta a Cogozzo e nei pressi dell'importante centro abitato romano di Sarezzo. Nella media ed alta valle sono attestate, al contrario, necropoli altomedievali con sepolture che sono genericamente riferibili all'VIII e IX secolo, per la circostanza che non presentano corredo tipico del costume funerario di età longobarda, ma che potrebbero riferirsi anche al secolo precedente e ad una temperie culturale che potrebbe ricondurre piuttosto ad una continuità di tradizione culturale autoctona.
Un quadro d'insieme dell'alta valle si delinea nei primi decenni del XIII secolo, che vede al centro il comune di Bovegno, strettamente collegato alla comunità canonicale della pieve di S.Giorgio.
Risulta che la quadra di Valtrompia nel 1385 sia costituita da: Comune de Castelanza de Inzino, Comune de Castelanza de Lé, Comune de Ludrino, Comune de Zumo et Tabernolis, Comune de Marmentino, Comune de Pesazis, Comune de Herma, Comune de Bovegno, Comune de Collibus, Comune de Castellanza de Villa, Comune de Serezio. Qualche anno dopo, cambiato il dominio e passati ai Veneti, i Comuni, nello statuto del Comune di Brescia del 1429 sono: Colles, Bovagnum, Pesazie, Tabernole, Marmentinum, Lodrinum, Castelancia de Lé, Castelancia Inzini, Castelancia de Villa, Serecium.
Per quanto riguarda la val Trompia, gli statuti comunali storicamente più conosciuti sono quattro e riguardano nell'ordine i comuni di Bovegno (1341), Cimmo e Tavernole (1372), Pezzaze (1529, copia riformata del testo originario del 1318, disperso) e Pezzoro (1579). A questi statuti vanno aggiunti altri codici, ordinamenti e provvisioni come quelli di Nave (1440 e 1553), Sarezzo (1676 e 1765) e Collio (1757, copia riformata delle provvisioni del 1583-1584), senza dimenticare le disposizioni statuarie della Valle Trompia (1436, 1576 e 1764).

### Il Cinquecento
Il primo marzo 1503 si registra una straordinaria nevicata, cui nell'estate e nell'autunno seguono piogge e inondazioni; altre inondazioni si susseguono nel 1506 e 1519.
Nel 1504 si verifica un terremoto; rigidissimo il gelo nei mesi di febbraio, marzo e aprile del 1505.
Nel 1508 vengono mandati degli armati all'impresa di Rovereto contro l'imperatore Massimiliano, oltre al mantenimento di 500 uomini a Bagolino ed alla Rocca d'Anfo.
Il 22 aprile 1509 il Consiglio generale della Comunità di Valtrompia, riunitosi in Tavernole, delibera l'invio degli uomini promessi al Governo veneto: il drappello valtrumplino viene spedito a difendere il castello di Casaloldo. Pressati dai francesi sul fronte occidentale (Treviglio-Caravaggio), i Veneti chiedono nuovi arruolamenti ai Triumplini, cosicché il Consiglio di Valle invia altri 400 soldati; le sorti della guerra però volgono al peggio. Il 20 Luglio successivo il re di Francia Luigi XII rilascia un diploma in cui conferma, concede ed approva tutti i privilegi, le esenzioni e le prerogative della Valtrompia. Nel maggio del 1510 re Luigi XII entra in Brescia e nel maggio del 1511 Venezia riesce ad arruolare nelle valli (Valtrompia e Valsabbia) più di 300 volontari, di cui 160 in Valtrompia. Il 2 luglio 1511 il doge di Venezia, con propria ducale, esorta i Triumplini alla resistenza contro gli occupanti francesi; i movimenti filoveneti dalle valli passano alla città (cospirazione di Luigi Avogadro dei conti di Zanano), con l'appoggio dei quattro fratelli Negroboni di Bovegno, di Angelo Robbi, valoroso capitano di Brozzo, di due Avogadro di Cogozzo, di Giovanni Bailo di Sarezzo e di Stefano Muti di Gardone; Sarasini e Graziotti riconquistano la Rocca d'Anfo togliendola ai francesi. Si solleva anche la città. Il 18 gennaio 1512 i francesi scoprono la congiura ed in febbraio Gastone di Foix con 12 000 uomini entra in Brescia; il 17 febbraio un migliaio di valligiani, al comando di Girolamo Negroboni, tenta a S.Fiorano l'estrema resistenza contro le milizie straniere, con morte eroica di questi valtrumplini. I ribelli sono sconfitti, Luigi Avogadro è condannato a morte, la città è orrendamente saccheggiata. La Valtrompia si ribella. I mercenari tedeschi che occupavano la città, a corto di denaro, facevano frequenti irruzioni nei borghi della bassa valle distruggendo e depredando ogni cosa. Venezia rientra in Brescia dopo sette anni di guerra. La pace di Noyon consente finalmente qualche anno di tranquillità, ma il ritorno alla normalità è lungo e difficile.
Oltre alla guerra, nel 1512 sopraviene flagello ancor più terribile, cioè la Peste, come rilevano gli Annali di Pezzaze.
Nel 1520 la Val di Trompia aveva cinquantamila anime, come la Valchamonicha e la Riviera di Salò, e più della Val di Sabia che ne contava quarantamila.
Il 28 gennaio 1527 si registra un terremoto, avvertito soprattutto verso il Maniva e Bagolino. Una grande alluvione del Mella colpisce la Valtrompia e particolarmente Brozzo, crolla il ponte di Pregno.
Il nobiluomo Marino Cavalli, capitano di Brescia, nella relazione presentata al Senato Veneto nel 1554, rileva che la Valtroppia (Valtrompia) per mezzo la qual corre la Mella, ha molte bone terre e fa circa 18 mila anime et sono homini stimati più feroci e più bellicosi assai che tutti gli altri pe queste valate. [...] Questi di Valtrompia sono affetionati al nome di Sua Serenità il doge [...]. La sua industria è come in le altre valle ferarezza, animali et boschi. A Gardon si fa un mondo d'archibusi tra le altre cose et li fanno con tanta facilità che in duo o tre fusine se ne faria 400 cane (canne) al giorno. La Valtrompia non raccoglie grano di sorte alcuna per essere angustissima, ma vive tutto della pianura Bressana.
Una Grande carestia colpisce l'intera Valtrompia nel 1560.
Dal 28 al 30 ottobre 1567 una grande pioggia provoca una spaventosa inondazione, con il crollo dei forni da ferro, la rovina delle fucine, travade et seriole et canali et rode, mulini, rasege et folli.
Domenico Priuli, capitano di Brescia, nel 1572, rileva al doge che le miniere miglior, et di maggior quantità sono in Valtrompia, soprattutto a Collio, nella quale Valle si trova la terra di Gardon, famosissima per il mestiere delli archibusi (archibugi), qual non so che si faccino in altro luogo, nello stato di Serenità Vostra, et forse in tutta Italia in simil quantità et bontà.
Lo Statuto di Valtrompia, edito nel 1576, assegna ai Comuni il compito di adoperarsi perché siano allontanati i banditi, i ladri, gli assassini e tutte le persone sospette che si trattengano più di cinque giorni nel loro territorio. Tanto grave appare il problema della sicurezza pubblica che se un Comune manchi ai suoi doveri in questa materia perde il diritto di partecipare al Consiglio di Valle.
La presenza del visitatore apostolico Carlo Borromeo è documentata in Valtrompia verso la metà di agosto del 1580. Con il "breve" di papa Gregorio XIII del 31 dicembre 1580, si dà facoltà al cardinal Borromeo di intervenire contro gli eretici della Valtrompia e della Valcamonica. Secondo le accuse la propaganda luterana si era guadagnata perfino l'arciprete d'Inzino, messer Alessio Marimbono. A Gardone, ritenuto ormai con Collio particolare eretico, il Borromeo ritorna nel triduo del 29-31 ottobre del 1580.

### Il Seicento
Il Seicento si apre all'insegna di crisi economica e sociale iniziata nel Cinquecento: Venezia cerca di mantenere i suoi avamposti nel Mediterraneo Orientale, combattendo contro i Turchi. La guerra costa e Venezia impone tasse che provocano malumori nella società bresciana. Dato che le sventure non vengono mai sole, si aggiungono anche carestie e la peste del 1630, che decimerà la popolazione. Bande di delinquenti infestano il territorio, sostenute spesso dall'aristocrazia locale. La religiosità è scandita da un continuo succedersi di visite pastorali che sorvegliano per evitare il diffondersi di eresie che, soprattutto in Valtrompia, erano attecchite nel secolo precedente e che continuavano a far sentire la loro eco.
L'umanista bresciano Ottavio Rossi ricorda come i valtrumplini "siano fedelissimi alla città e al Principe. Sono di natura armigera, gagliardi e vigorosi di corpo e d'animo".
Il Podestà di Brescia Giovanni Da Lezze, nel 1610, ricorda come in questa valle il benessere è legato non tanto all'agricoltura o all'allevamento, pure presente, ma ad un artigianato altamente specializzato, proto industriale, basato sulla lavorazione del ferro, finalizzato principalmente alla realizzazione di armi da fuoco. L'alta valle è povera, come Marmentino i cui abitanti attendono à bestiami o lavorano per i boschi per le legne da far carbone nelle terre vicine et per lo più sono poveri.
Si comincia a diffondere, seppur con molta diffidenza, la coltivazione delle patate e del granoturco, arrivato nel Bresciano nel 1620.
Dal 1610 al 1628 la banda "Feraij", capeggiata da Girolamo Bergomi detto "Feraglio", terrorizza la valle compiendo assassini, rapine ed estorsioni.
La peste scoppia in Valtrompia nel giugno 1630, con dei focolai individuati a Zanano e Magno. Pochi o nulli i mezzi per combattere la diffusione del contagio, prevalentemente cordoni sanitari e pochi altri palliativi. Diverse le spiegazioni che allora si davano al male, che andavano dalla punizione divina, ad una congiunzione astrale negativa, dalla stregoneria alla presenza di agenti stranieri sabotatori o di untori. La peste viene preceduta da annate di carestie e da un'alluvione nel novembre del 1627. Vengono emanate leggi severissime per contenere i danni del morbo, proibendo alla gente di uscire dai propri comuni, pena tre strapade de corda, star un anno in preson serado et pagar 300 lire de pizoli de propri beni, oltre al bando. Nel gennaio del 1631 risulta che le terre di Valtrompia cominciano la quarantina. Venne applicata la segregazione dei contagiati dai sani, vennero stabiliti terreni e locali lontano dal paese e guardati a vista da guardie dove ricoverare i malati. In alternativa c'era una specie di arresto domiciliare, applicato nei casi di dubbio contagio. Colpisce inoltre, a dispetto dei toni apocalittici di predicatori e di una certa parte dell'opinione pubblica, lo sforzo delle autorità di mantenere un certo ordine, imponendo a dei funzionari di verificare giornalmente lo stato di salute dei concittadini così come anche di venire in soccorso a tutti, non preoccupandosi di chi avrebbe pagato queste spese, ma attingendo direttamente a fondi pubblici. Da notare inoltre come la pratica dell'igiene personale fosse consigliata come una forma di profilassi, dal momento che lavarsi trovava, ai tempi, autorevoli oppositori tra gli stessi medici. Finita la peste non finirono i guai, dato che inondazioni rovinose, come nel 1636, e periodi di carestie sarebbero di nuovo tornati, ad esempio nel 1648.
Lo sterminio di un terzo della popolazione a causa della peste aveva colpito in modo sostanziale l'economia dell'intera valle; forse per questo motivo e per riavviare una produzione ormai ridotta ai minimi termini, nel 1632 il governo di Venezia decise il condono del bando per tutti i maestri di canne, garantendone il rientro a determinate condizioni, come liberi cittadini.
A partire dagli anni trenta la banda "Feraij" torna a terrorizzare la valle, stavolta capeggiata da Alfonso Bergomi detto "Feraglio", figlio del famoso bandito Girolamo Bergomi, probabilmente deceduto. Alfonso "Feraglio" supera per crimini e spietatezza le gesta del padre. In taluni casi gli stessi comuni, pur di garantirsi da eventuali scorribande, versavano preventivamente somme di denaro alla banda. A sancire la fine di questa era del terrore giunse al fine l'accordo tra la banda Feraij ed i rettori di Brescia, con il beneplacito di Venezia, ed il podestà lo comunicò il 9 aprile 1648; fu concordato di creare due compagnie armate Feraglia et Rampinella, che poste agli ordini della Repubblica dovevano combattere in Dalmazia e in Istria, in cambio dell'indulgenza plenaria. Questo accordo sottoscritto dal Consiglio dei Dieci, se da un lato pose termine alla grave situazione nella Valle Trompia, dall'altro non può non essere valutato che come una sconfitta della politica di repressione del governo veneto e della sua impreparazione e incapacità nell'istituire un apparato giuridico e poliziesco in grado di affrontare il terribile problema del banditismo, nel caso assumesse ampie dimensioni.

### Il Settecento

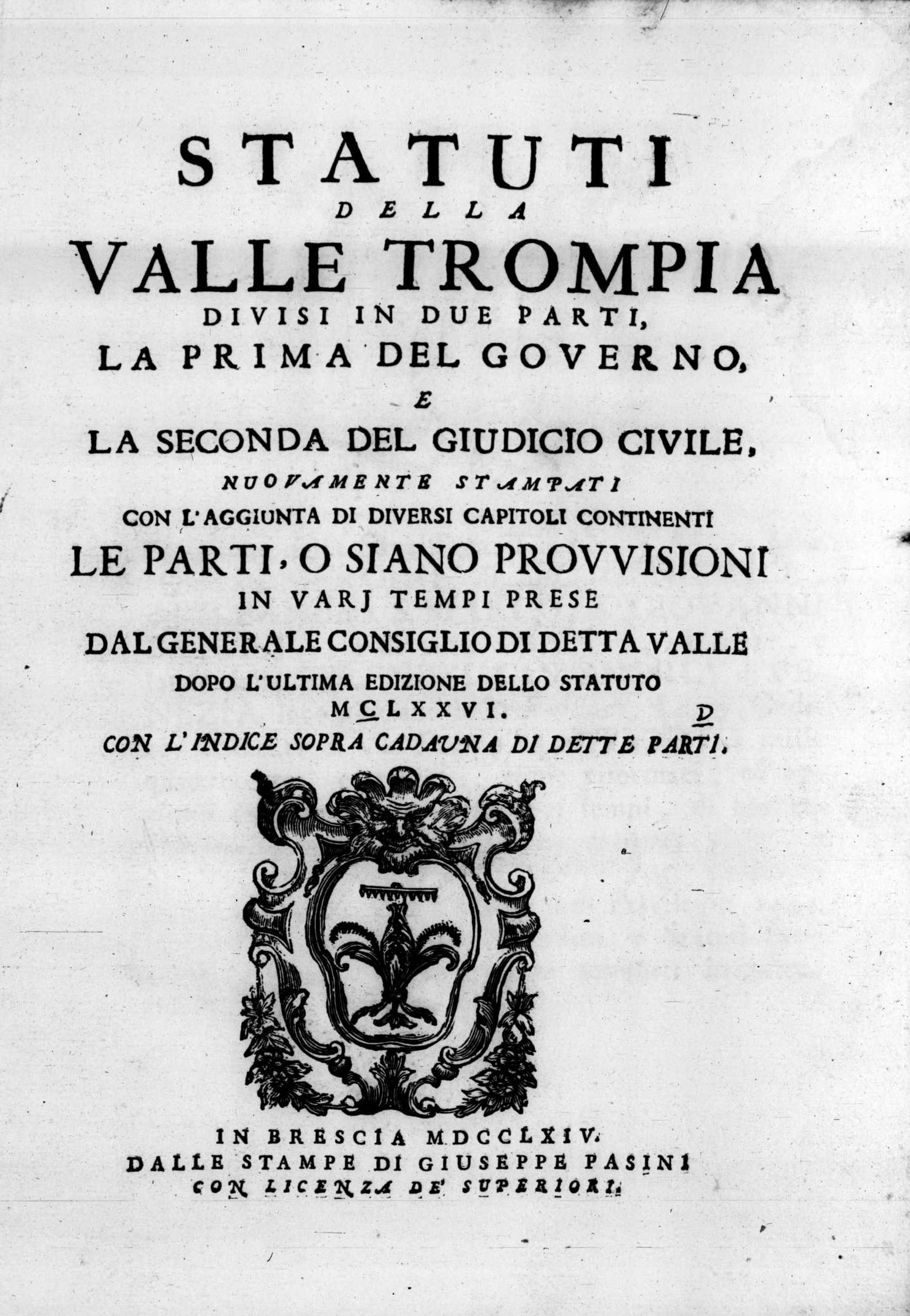
Statuti della Valle Trompia divisi in due parti, la prima del governo, e la seconda del giudicio civile, 1764

Nel 1701 scoppia la guerra di successione spagnola, Venezia si proclama neutrale ma Austria e Francia si affronteranno sul suolo bresciano causando danni ingenti in termini materiali, con civili ammazzati e saccheggi di ogni genere. Il consiglio di valle decide di riunirsi i primi di settembre del 1701 per i sospetti di guerre, dato che si teme la venuta in questa valle degli Alamanni che si ritrovano alli confini di Bagolino; si delibera di corrispondere una lira al giorno alli soldati che andaranno alla forcella di Gussago per preservare questa valle dalle scorrerie. Il blocco dei valligiani è temibile, tanto è vero che gli imperiali non sfondano lo schieramento delle comunità valtrumpline ma non è impermeabile poiché diverse scorrerie verranno comunque fatte nei paesi della bassa valle.
Nel 1703 in Valtrompia sono attive 3 miniere di ferro, 15 di piombo, 4 di rame e zolfo; 5 sono i forni di fusione attivi ovvero 2 a Pezzaze e Bovegno, 1 a Collio. La crisi economica attanaglia l'intera Repubblica di Venezia, ma Brescia gode ancora di una relativa prosperità.
Nel 1709 l'Epifania porta con sé un freddo terribile che fa addirittura gelare l'acqua in casa oltre a viti ed alberi, per tre mesi con gran danno alla robba e alla sanità.
Nel 1711 un'epidemia bovina, proveniente dall'Ungheria, provoca una grande moria di animali.
Il 24 settembre 1740 la comunità di Valtrompia decide che, a partire dal successivo 21 giugno, San Luigi Gonzaga diventerà patrono della valle e che questa giornata, la nascita del santo, sarebbe stata di festa per l'intera valle.
Nell'ottobre del 1738, dopo giorni plumbei di pioggia, il Mella ruppe gli argini e distrusse quattro fucine e numerosi ponti: danni finali per 1093 scudi. Il 31 agosto 1757, venne si grande il fiume Mella che rovinò tutti gli edifizi. In tutta la Valtrompia si rovinarono 19 fucine, pure distrusse i ponti e strade e fonti. Lo Signoria di Venezia condonò alla valle per 5 anni le pubbliche gravezze. Si sarebbe replicato solo nel 1772, seppur in forma minore. Nel 1764 e nel 1775 si verificarono due carestie, precedute da un'epidemia di malattie contagiose nel 1761 e nel 1762. La pressione prodotta da questa catena di eventi sarà tale da spingere gli abitanti della valle a scendere a Brescia per procurarsi i cereali. Come i Valsabbini, scesi fino ai mercati gardesani, anche i Triumplini scelsero di andarsi a prendere quel grano che si riteneva imboscato nei magazzini della città. La conclusione provvisoria della vicenda vide i rivoltosi tornare casa con delle scorte alimentari, mentre la risposta definitiva sarebbe stata l'impiccagione su pubblica piazza dei principali ribelli. Il problema si sarebbe ripresentato nella crisi del 1775, provocata da siccità estiva ed inondazione. Valtrumplini e Valsabbini fecero di nuovo "truppa" tra di loro e si sparsero per i paesi del territorio basso a prenderla con la forza e la violenza da chi ne aveva e chi ne vendeva sui mercati. In risposta a ciò venne ordinato alle diverse comunità di porre guardie sui campanili con licenza di uccidere quelli che vennero considerati dei banditi.
Nel 1776 viene costruito a Villa Carcina il cosiddetto arco "Tron", che divideva la giurisdizione bresciana da quella della Valtrompia e sarebbe stato demolito nel XIX secolo.
Fino all'inizio dell'Ottocento lupi ed orsi popolavano i boschi delle valli e chiunque avesse ucciso un orso aveva la consuetudine di attaccare la testa recisa di netto dall'animale alla porta di casa. Per una migliore guardia erano però allevati dei cani molto combattivi, protetti da un collare con spuntoni di ferro. Di notte questi molossi erano lasciati liberi per il terrore di orsi, lupi e viaggiatori. Da qui il detto popolare "arriverò a Brescia de Dio lo vuole e i cani di Concesio me lo permetteranno".
Pietro De Lama, visitando la Valtrompia nella tarda estate del 1794, descrive le strade della valle come in pessimo stato ed aggiunge osservazioni di tipo medico sottolineando la presenza di persone con i gozzi.
Nel 1796 Napoleone Bonaparte attraversa l'Oglio ed arriva a Brescia, l'imperatore d'Austria invia un'armata di 38.000 uomini che discendono dalla Valsabbia e parte della Valtrompia. Il 30 luglio Francesi ed Imperiali si scontrano tra Zanano e Sarezzo, con undici morti lasciati sul campo. Il 17 marzo 1797 a Brescia viene dichiarato decaduto il governo veneto e viene instaurata la Repubblica bresciana (stato fantoccio filo-francese); Valtrompia e Valsabbia insorgono. Il primo aprile 1797 la Valtrompia convocò il suo general consiglio dove fu deliberato dal popolo concorso in piazza di unirsi alla Valsabbia e fare con essa causa comune [...] per gettarsi anch'essi sopra all'inimico gridando fedeltà al nostro adorato Principe, evviva San Marco. Con questo consiglio si decide di inviare un contingente di armati a Carcina, la porta della Valle. Il 9 aprile arriva una colonna francese che affronta a cannonate la milizia della valle che può contare anche su alcuni pezzi di artiglieria ed è disposta tra Cailina e Carcina, i valligiani sono tutt'altro che un'armata brancaleone e, anzi, alle porte di Carcina hanno piazzato quattro cannoni; a mancare, come disse una fonte dell'epoca, fu la direzione e l'ordine. Le campane della valle suonano a martello per chiamare alla lotta contro l'invasore ma non arrivano altri triumplini, come non erano arrivate truppe veneziane. Il 10 aprile Gardone sventola bandiera bianca ed assiste all'ingresso delle truppe francesi, che intimano la resa o la fucilazione in caso contrario agli abitanti della valle; nel frattempo giungono dalla Valsabbia cinquecento uomini. L'11 aprile i napoleonici saccheggiano Nave. Una colonna di 150 bersaglieri tirolesi arriva da Vestone ed il 27 aprile Gardone viene investita dall'armata fedele a S.Marco che respinge i franco-bresciani fino a Sarezzo. I Francesi contrattaccano ed investono Brozzo, distruggendolo a fine aprile e nei primi giorni di maggio. Da Brescia vengono messe in campo due colonne per un avvolgimento completo dei ribelli che si sono spostati prima a Tavernole e poi a Lavenone. Diversi i morti. È la resa. I Francesi saccheggiano ed incendiano alcune case di Nave, mentre a Bovezzo derubano la sagrestia e l'oratorio.
Il 21 aprile 1799 passano per la valle 3000 tedeschi. Napoleone è in Egitto e gli Austro-russi invadono il Bresciano.

### L'Ottocento
Il 12 giugno 1800, da Vestone, il generale austriaco Ernst Laudon scrive alle popolazioni delle valli bresciane e del Garda per farle ribellare contro i Francesi, ma raccoglie solo l'appello dei Valsabbini, mentre in Valtrompia, memori della distruzione di tre anni prima, si rimane defilati.
Il 31 dicembre 1800, il conte Teodoro Lechi, a capo della Legione Italica, e il generale Macdonald passarono dal Colle San Zeno alla Valtrompia, da qui al Maniva e quindi a Bagolino, battendo gli Austriaci.
Con decreto del 1804 i defunti vanno sepolti tassativamente in un'area al di fuori del paese. Nel 1806 viene istituita un'anagrafe civile in ogni comune. I primi anni dell'Ottocento segnano anche innegabili vantaggi come l'ampliamento delle strade.
Si instaura il Regno d'Italia napoleonico e viene istituita la leva obbligatoria. Per contenere le diserzioni il governo invia a Bovegno, nel 1811, una brigata di gendarmi. Nonostante ciò molti continuano a sfuggire alla leva, le loro famiglie sono tuttavia obbligate, per contrappasso, a mantenere le truppe della gendarmeria nelle loro case. In ogni comune viene istituita la Guardia Nazionale, composta da tutti gli uomini abili tra i 18 e i 50 anni.
Scompare la comunità di Valtrompia, Tavernole sul Mella non è più il capo della valle, pagando anche l'appoggio dato alla controrivoluzione ai Francesi. La valle entra a far parte di due distretti all'interno del "dipartimento del Mella". Il primo distretto è quello di Bovegno, che raduna i comuni dell'alta valle, il secondo è quello di Gardone, che raggruppa le comunità della media e bassa valle. Per Gardone questa promozione è un premio per la fedeltà a Napoleone nei giorni della rivolta della primavera 1797.
Tra il 14 ed il 15 febbraio 1814 viene combattuta ad Inzino la celebre battaglia dei Santi Faustino e Giovita; Francesi alla baionetta poi costretti alla fuga da un genere austriaco in pigiama, il Tulisnau. Cambio di regime ma non di abitudini: tra le prime richieste al Dipartimento del Mella 680 buoi per sfamare le truppe imperiali a Castiglione. La Valtrompia passa in mano austriaca, inserita nel dominio asburgico con il nome di regno Lombardo Veneto.
Nel marzo 1816 la valle è in fermento per la visita dell'imperatore Francesco I accompagnato dal principe di Metternich, mentre il 12 luglio del 1825 arrivano l'arciduca Francesco Carlo e consorte, così come, il 30 giugno 1834, è il turno dell'arciduca Giovanni, principe d'Austria. Motivo della visita le fabbriche ed i forni fusori dei distretti di Gardone e Bovegno.
Nel 1836 il Bresciano è colpito da un'epidemia di Colera arrivato dall'Oriente. Dal distretto di Gardone tra le norme diramate per contenere il male c'è il divieto di dormire in stalla e l'obbligo di fare attenzione all'igiene personale, ripulendo strade e case dall'immondizia.
Nel giugno del 1848 i Piemontesi dichiarano guerra all'Austria, varcando il Ticino. Nel Bresciano si organizza la guardia civica ed un governo provvisorio anti-austriaco e la Valtrompia è tra i primi distretti a dare uomini e mezzi per la causa. Il 21 marzo il commissario distrettuale autorizza la formazione di un gruppo di guardia civica in ogni comune della valle. Molti coscritti alla leva con l'Austria disertano ed il Feldmaresciallo Radetzky proclama la legge marziale contro i disertori, imponendo anche una contribuzione di guerra ovvero una multa espiatoria. Il 17 aprile Triumplini e Sabbini rompono il fronte austriaco ed inseguono il nemico fino ad Arco di Trento. Il sogno però svanisce in fretta dopo la sconfitta di Custoza del 25 luglio. Gli Austriaci rientrano in Brescia il 16 agosto.
Nel 1850 una piena del Mella devasta la valle. Vari stati italiani e distretti dell'impero austriaco inviarono fondi per la ricostruzione ed il sostegno delle popolazioni triumpline in ginocchio. A Gardone furono emanate disposizioni per attivare squadre di volontari. Alcune città come Mantova si resero disponibili ad adottare ragazzi rimasti orfani o comunque bisognosi.
Nell'estate del 1855 arriva una seconda epidemia di colera.
Diversi valligiani partirono al seguito dell'esercito piemontese per la battaglia di Solferino e San Martino, nel giugno del 1859. Le successive guerre per l'indipendenza d'Italia avrebbero visto altri soldati valtrumplini, fino alla breccia di porta Pia. Il regno d'Italia viene proclamato nel marzo del 1861.
Nel primo censimento della valle nel 1861 la Valtrompia conta 25.000 abitanti circa.
Nel 1873 l'ispettore all'Ufficio minerario del distretto di Milano, Vittore Zoppetti, giudica "barbari" i metodi per lo scavo e lo sfruttamento dei cunicoli minerari, che devono essere abbandonati e sostituiti da tecniche più moderne e razionali.
Nel 1880 cominciano a sorgere latterie sociali. Nel 1882 viene ultimato a Gardone il tram per Brescia.
Nella seconda metà dell'Ottocento cominciano ad organizzarsi gli operai e a svilupparsi il partito socialista. Nel 1897 Angelo Franzini fonda la "Lega di resistenza" tra gli operai metalmeccanici, sciolta nel 1898. Ci riprova nel 1899 organizzando il gruppo elettorale socialista.
Tra la fine dell'Ottocento sono in diversi gli italiani che devono fare i bagagli per emigrare. Dalla Valtrompia si parte spesso in direzione della Svizzera. L'emigrazione avrebbe segnato un certo rallentamento durante il ventennio fascista, per poi riprendere a guerra finita.

### Il Novecento
Tra il 1892 ed il 1922 emigrano negli Stati Uniti dalla Valtrompia 178 persone, di cui 152 uomini, 26 donne e 17 minori di 14 anni.
I primi anni del Novecento segnano un periodo di crisi profonda per le miniere della Valtrompia, Arnaldo Gnaga nella sua relazione sull'Esposizione Bresciana del 1904 segnala la loro totale chiusura. Gli anni trenta segnano invece un cambiamento e una ripresa nello sfruttamento delle miniere.
Nel 1909 la linea tranviaria per Brescia arriva fino a Tavernole, dopo 10 anni dall'inizio dei lavori.
Le laceranti contrapposizioni del primo dopoguerra tra riformisti, massimalisti e anarchici, che segnano la storia del movimento operaio a livello nazionale, in Valtrompia avranno minor rilievo; anche all'occupazione delle fabbriche del settembre 1920, che segna a livello nazionale la più imponente mobilitazione ideologica, "la Valtrompia non dà un contributo significativo". Sia il settore metallurgico che quello tessile entrano nei primi mesi del 1921 in una pesante crisi, con sostanziose riduzioni salariali e drastiche riduzioni di posti di lavoro. In Valtrompia, più che le divisioni fra riformisti e rivoluzionari, pesarono maggiormente le contrapposizioni tra socialisti e cattolici.
Il primo sciopero metallurgico proclamato dal sindacalismo fascista è quello del marzo 1925, personalmente guidato da Augusto Turati, segretario del fascio di Brescia. In valle il primo stabilimento ad entrare in sciopero è quello delle "Trafilerie di Villa Cogozzo" (il 5 marzo), il 7 marzo entrano in sciopero anche gli operai della Redaelli di Gardone V.T.
Dopo una consistente ripresa tra il 1924 e il 1925, la disoccupazione torna ad aggravarsi a partire dall'estate del 1926. A partire dal 1935 molti indicatori lasciano intravedere un certo miglioramento della situazione economica della Valle, strettamente connesso alla guerra per la conquista dell'Etiopia; In Valtrompia sarà soprattutto il podestà di Sarezzo (ing.Pietro Franchi) ad appoggiare con forza presso l'ufficio di collocamento di Brescia "le domande presentate per l'Africa Orientale Italiana dagli operai che non possono trovare lavoro".
La valle ha subito una forte accelerazione produttiva durante la seconda guerra mondiale, quando il regime fascista, per risollevare le sorti dell'industria italiana dopo la Grande Crisi degli anni trenta, decise di imboccare la strada dell'economia di guerra.
A differenza di quanto accadde nelle metropoli industriali, né a Brescia, né in Valtrompia si ha una qualche partecipazione agli scioperi del marzo 1943. Non si erano verificate preoccupazioni di ordine pubblico e le fabbriche non avevano mai partecipato agli scioperi di fine 1942 e inizio 1943, né gli operai valtrumplini parteciparono allo sciopero generale, guidato dal partito comunista, del marzo 1944, né a quelli di Brescia tra il 20 ed il 29 luglio 1944.
Nel marzo del 1944 tutti i comuni della valle operano una generosa e spontanea sottoscrizione di tutti gli impiegati per l'offerta di un MAS alla "eroica decima flottiglia" di Junio Valerio Borghese.
Rispetto al quadro nazionale, la caratteristica più evidente della Resistenza bresciana è costituita dall'indiscussa prevalenza delle formazioni cattoliche. Il movimento delle Fiamme Verdi si sviluppa grazie a due fondamentali apporti: quello degli ex-ufficiali alpini e quello delle parrocchie. In molti casi la scelta partigiana è determinata dalla volontà di sottrarsi al reclutamento della RSI. Non pare comunque realistica l'immagine di un "intero popolo", di una comunità coesa e compatta nel sostegno dei "suoi partigiani". La scelta partigiana, benché decisamente minoritaria, è stata però capace di fare storia e di lasciare memoria di sé, ritagliando un'occasione di rinnovamento sociale e di rifondazione politica.
Con la liberalizzazione degli scambi e la creazione del nuovo grande mercato europeo, gli effetti furono immediati ed eclatanti, come dimostrano i dati del secondo censimento (1961) nel quale la Valtrompia raddoppia il numero delle imprese e dei dipendenti.
Dopo Negli anni settanta-ottanta la Val Trompia era nota anche come la Valle d'Oro per le fiorenti industrie che ospitava che offrivano lavoro e guadagno a tutti i cittadini, tenuto conto che la stragrande maggioranza delle piccole (e medie) ditte erano state fondate da ex dipendenti che avevano costituito un'impresa in proprio.

### Il Duemila
Al 30 novembre 2024 la Valtrompia conta 109.286 abitanti circa.

## Comuni
Fanno parte della Val Trompia i seguenti 18 comuni:
| Pos.   | Stemma | Comune di           | Popolazione (ab) | Superficie (km²) | Densità (ab/km²) | Altitudine (m s.l.m.) |
| ------ | ------ | ------------------- | ---------------- | ---------------- | ---------------- | --------------------- |
| 1º     |        | Lumezzane           | 21 600           | 31,52            | 684,64           | 460                   |
| 2°     |        | Concesio            | 15 702           | 19,08            | 824,63           | 216                   |
| 3°     |        | Sarezzo             | 13 241           | 17,55            | 750,71           | 273                   |
| 4º     |        | Gardone Val Trompia | 11 451           | 26,73            | 424,50           | 332                   |
| 5°     |        | Villa Carcina       | 10 745           | 14,22            | 751,47           | 241                   |
| 6°     |        | Nave                | 10 606           | 27,21            | 388,97           | 356                   |
| 7°     |        | Bovezzo             | 7 306            | 6,41             | 1136,97          | 207                   |
| 8°     |        | Marcheno            | 4 183            | 22,73            | 183,94           | 372                   |
| 9°     |        | Polaveno            | 2 496            | 9,18             | 270,58           | 568                   |
| 10°    |        | Caino               | 2 179            | 17,28            | 126,38           | 385                   |
| 11°    |        | Bovegno             | 1 995            | 47               | 42,48            | 680                   |
| 12°    |        | Collio              | 1 977            | 53               | 42,79            | 850                   |
| 13°    |        | Lodrino             | 1 625            | 16               | 101,87           | 725                   |
| 14°    |        | Pezzaze             | 1 425            | 21               | 68,04            | 620                   |
| 15°    |        | Tavernole sul Mella | 1 206            | 19               | 63,68            | 475                   |
| 16°    |        | Brione              | 761              | 6,9              | 109,42           | 614                   |
| 17°    |        | Marmentino          | 657              | 18               | 36,5             | 875                   |
| 18°    |        | Irma                | 131              | 4                | 32,5             | 804                   |
| Totale | Totale | Totale              | 109.286          | 336,81           | 323,68           |                       |

## Economia
La Fabbrica d'Armi Pietro Beretta ha sede a Gardone Val Trompia, nella valle oggetto della presente voce.

## Galleria d'immagini

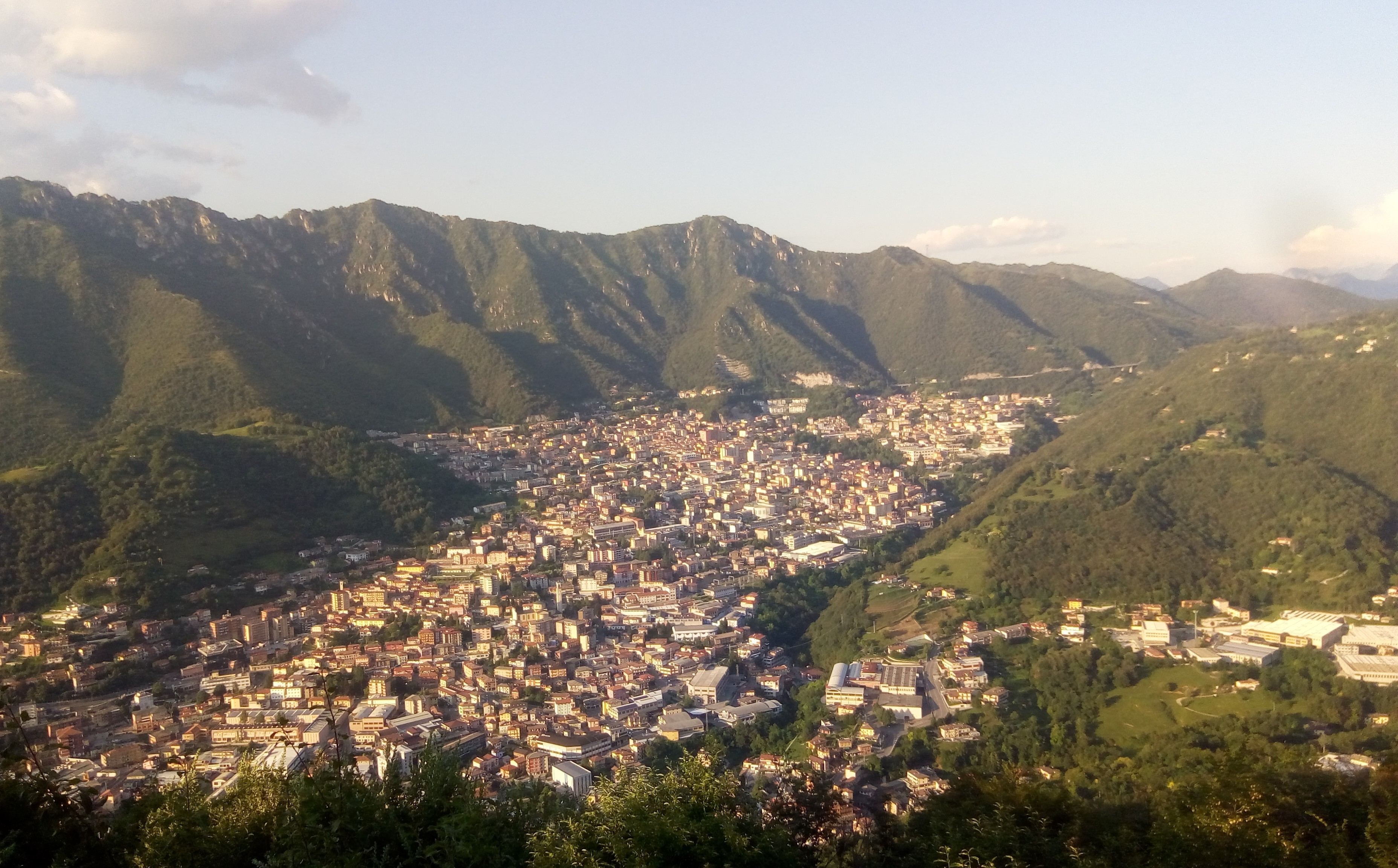
Lumezzane
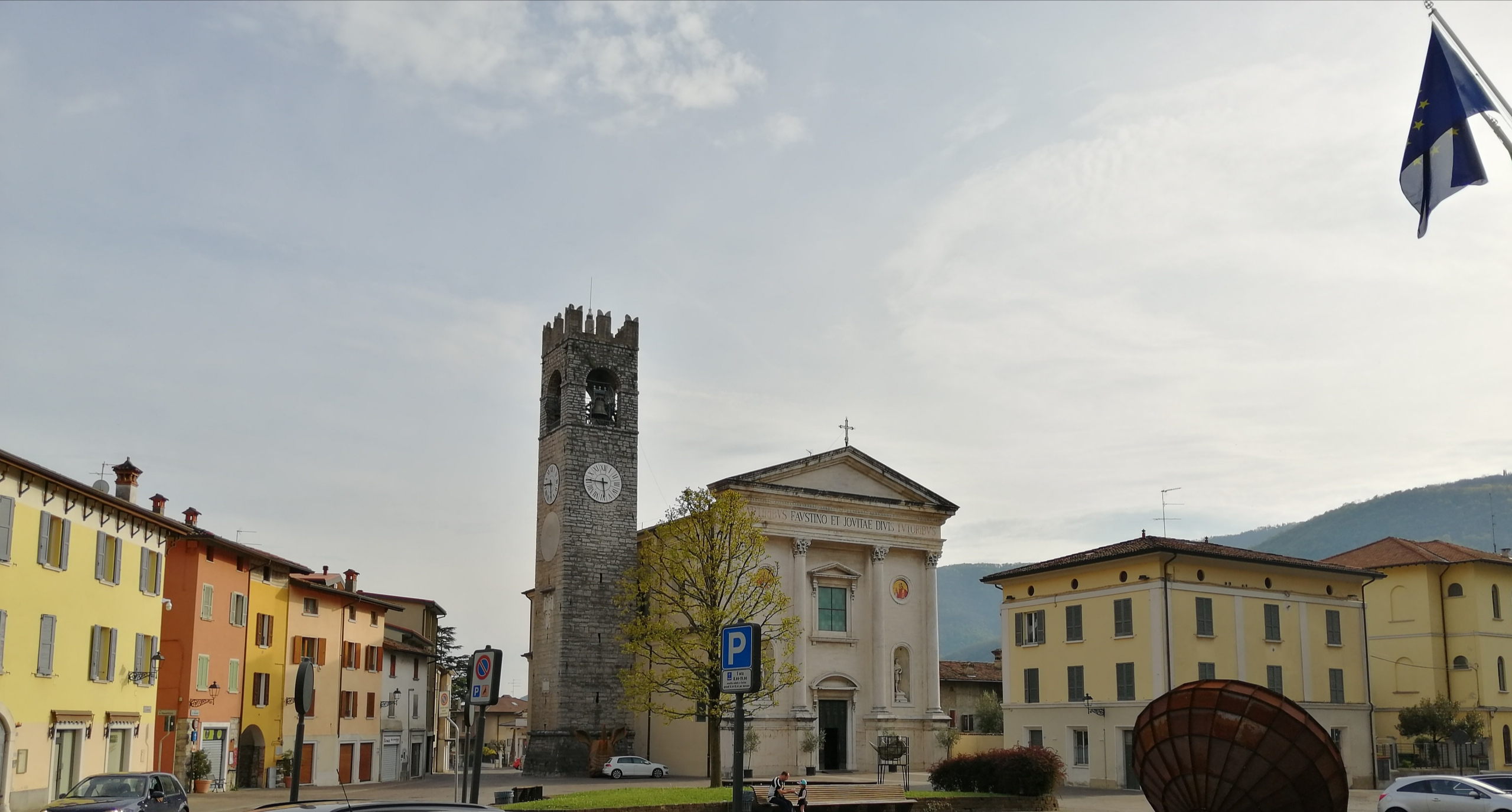
Sarezzo
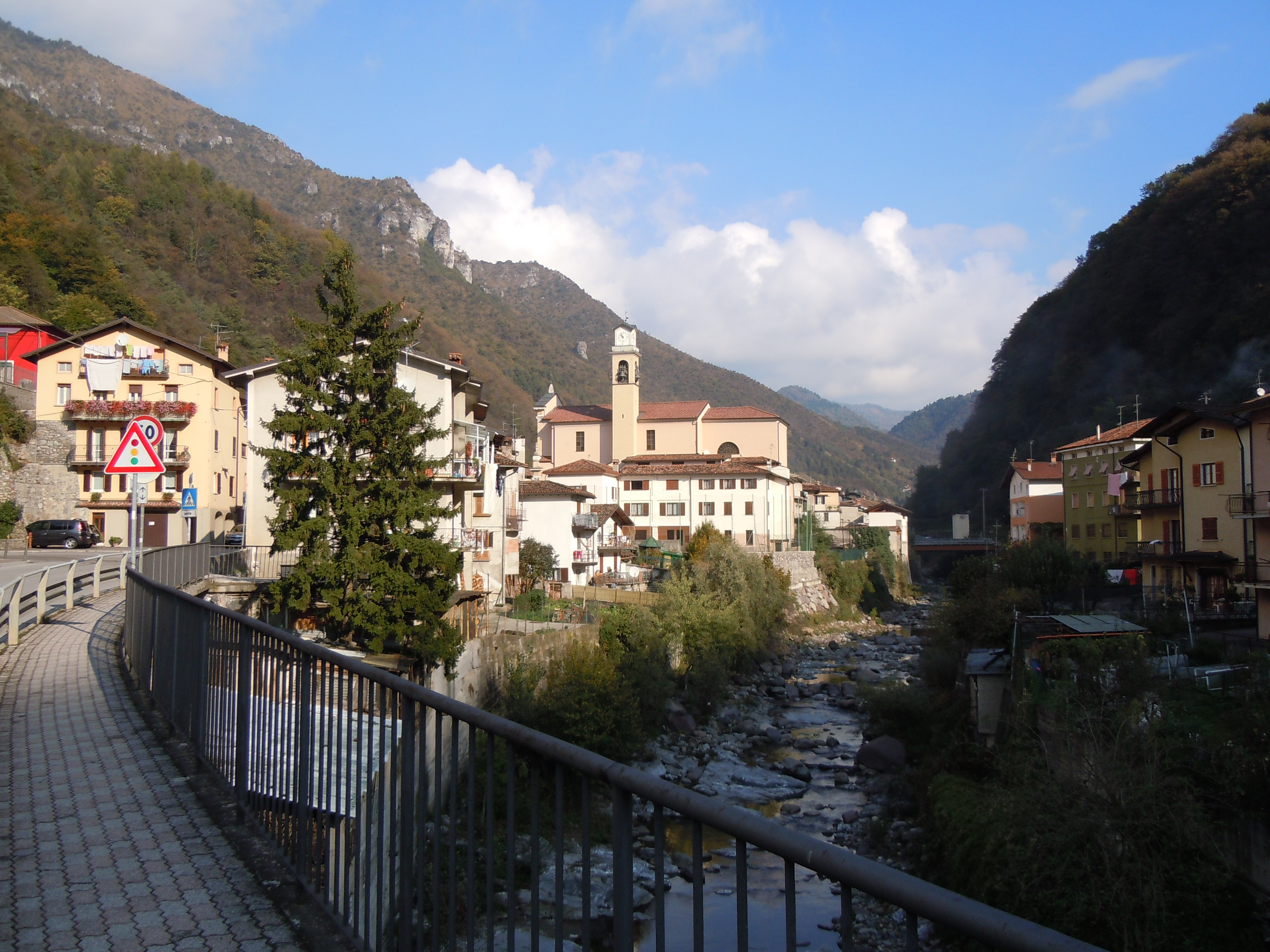
Tavernole
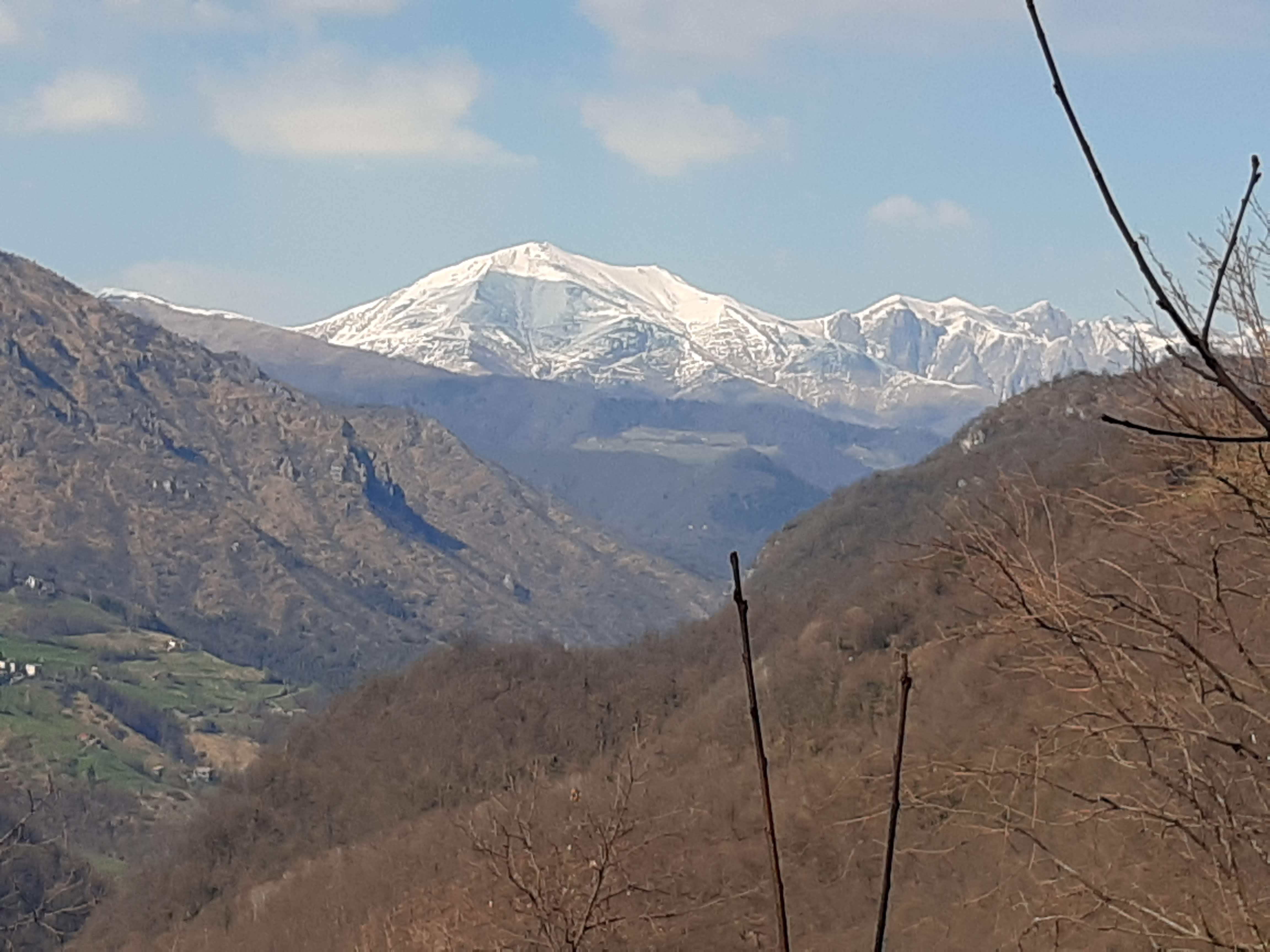
Montecampione visto da Marcheno
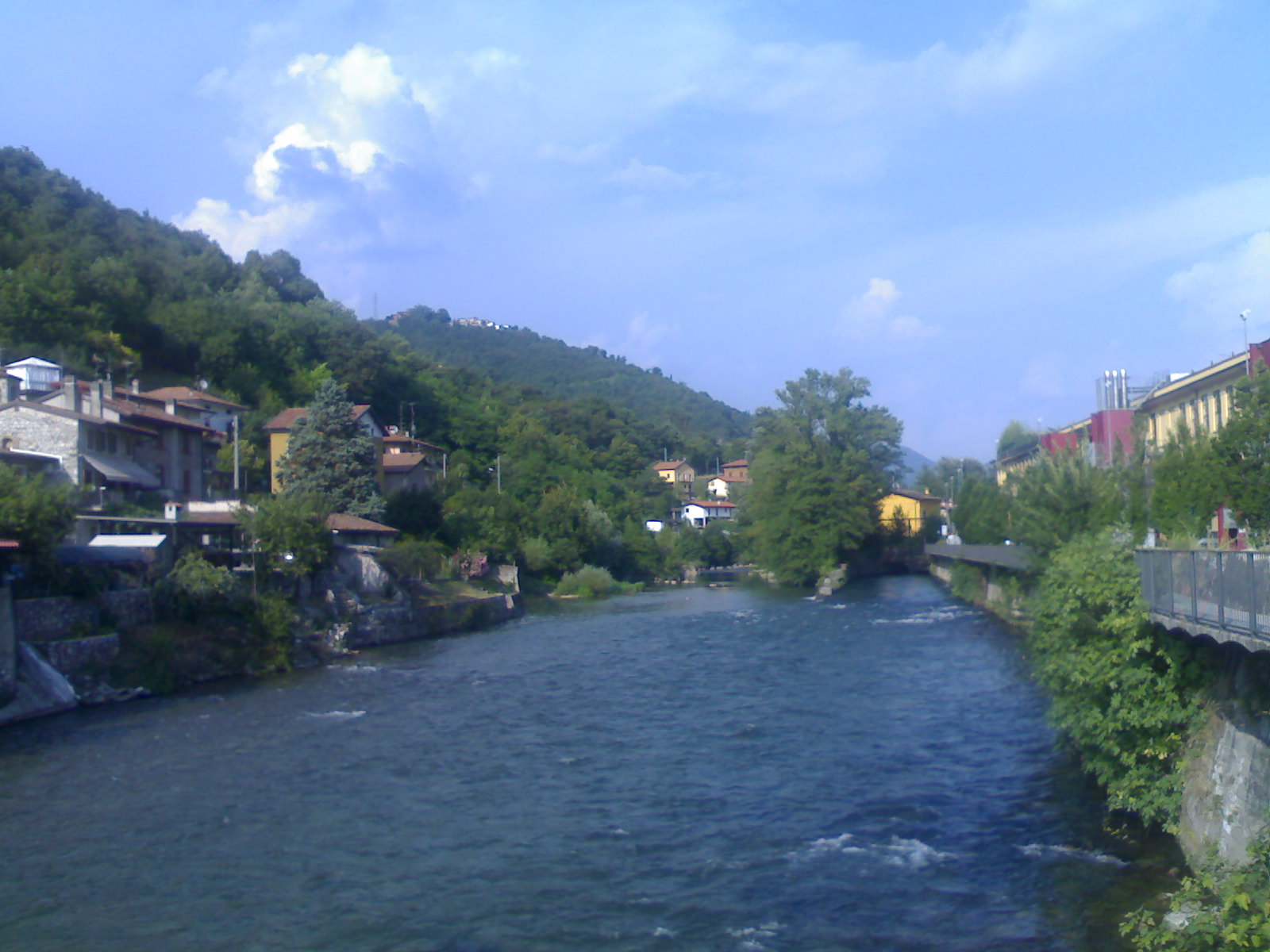
Fiume Mella a Tavernole